# Hirtolabus alienoris
Hirtolabus alienoris är en stekelart som beskrevs av Heinrich 1974. Hirtolabus alienoris ingår i släktet Hirtolabus och familjen brokparasitsteklar. Inga underarter finns listade i Catalogue of Life.